# Horst Assmy
Horst Assmy (ur. 29 listopada 1933 w Berlinie, zm. 14 stycznia 1972) – niemiecki piłkarz występujący na pozycji napastnika, reprezentant NRD.

## Życiorys
Seniorską karierę rozpoczynał w BSG Einheit Pankow i BSG Motor Oberschöneweide. 8 maja 1954 roku zadebiutował w reprezentacji w przegranym 0:1 towarzyskim meczu z Rumunią. W 1954 roku został zawodnikiem ASK Vorwärts Berlin. W DDR-Oberlidze zadebiutował 10 października w przegranym 0:4 spotkaniu z SC Dynamo Berlin. Z Vorwärtsem zdobył mistrzostwo NRD w 1958 roku. We wrześniu 1959 roku wraz z Rolfem Fritzschem uciekł do RFN. Po upływie rocznego okresu karencji rozpoczął grę w Tennis Borussii Berlin. W sezonie 1961/1962 był zawodnikiem Schalke 04, po czym przeszedł do Hessen Kassel, gdzie zakończył karierę w 1965 roku.

## Statystyki ligowe
| Sezon     | Klub                   | Liga         | Mecze | Gole |
| --------- | ---------------------- | ------------ | ----- | ---- |
| 1954/1955 | ASK Vorwärts Berlin    | DDR-Oberliga | 12    | 1    |
| 1955      | ASK Vorwärts Berlin    | DDR-Oberliga | 11    | 5    |
| 1956      | ASK Vorwärts Berlin    | DDR-Oberliga | 26    | 6    |
| 1957      | ASK Vorwärts Berlin    | DDR-Oberliga | 19    | 2    |
| 1958      | ASK Vorwärts Berlin    | DDR-Oberliga | 23    | 11   |
| 1959      | ASK Vorwärts Berlin    | DDR-Oberliga | 11    | 2    |
| 1960/1961 | Tennis Borussia Berlin | Oberliga     | 15    | 5    |
| 1961/1962 | FC Schalke 04          | Oberliga     | 20    | 9    |
| 1962/1963 | KSV Hessen Kassel      | Oberliga     | 25    | 4    |
| 1963/1964 | KSV Hessen Kassel      | Regionalliga | 18    | 3    |
| 1964/1965 | KSV Hessen Kassel      | Regionalliga | 8     | 3    |